# Musik zu Zweien
Musik zu Zweien, andere Schreibweisen Musik zu zweien und Musik zu zwein ist ein deutscher Kurzfilm mit Karl Valentin und Liesl Karlstadt aus dem Jahr 1936.

## Handlung
Ein Mann stört während einer Tanzprobe, als der Direktor ein neues Programm zusammenstellt. Zusammen mit seiner Partnerin bewirbt er sich um ein Engagement. Mit Fagott und Flöte spielen die beiden Musikclowns Guter Mond, du gehst so stille. Da sie ohne Noten Schwierigkeiten haben, befestigen sie die Noten auf dem Rücken des jeweils anderen, was aber nicht weiterhilft.
Nun wird ein riesiger Notenständer auf die Bühne gebracht, der sich aber bald als unbrauchbar erweist. Die folgenden Notenständer scheinen irgendwie verhext zu sein, denn einer wird mal länger und mal kürzer, und ein anderer fängt an, sich zu drehen. Erst der letzte Notenständer funktioniert, und die beiden Clowns können ungestört ihre Musik spielen. 
Letztlich hilft alles nichts, andere werden engagiert, und das arme Künstlerpaar sitzt bei Würstchen in einem Restaurant. Da bekommen sie mit, wie am Nachbartisch ein Gast eine tote Fliege in seinem Teller entdeckt und sofort kostenlos ein neues Menü serviert bekommt. Daraufhin geht der Mann zu dem Gast und bittet ihn um diese Fliege.

## Produktionsnotizen
Schon im April 1922 stand im Germania Brettl in der Schwanthalerstraße eine Szene mit dem Titel Die beiden Musikal-Clowns auf dem Programm, die bis 1934 zum festen Repertoire des Komikerduos Valentin-Karlstadt gehörte. Im November 1929 wurde im Kabarett der Komiker in Berlin der technische Versuchsfilm Die beiden Musicalclowns gedreht, der am 22. April 1931 im Deutschen Theater München uraufgeführt wurde.
Dem 1936 entstandenen Film von Regisseur Erich Engels diente laut Vorspann der Bühnensketch Die verhexten Notenständer von Karl Valentin und Liesl Karlstadt als Vorlage. Für die Bauten war Peter Rochelsberg zuständig. Die Dreharbeiten erfolgten im Juli 1936 im ARRI Atelier in München.